# Бенфика (Лиссабон)
Бенфика (порт. Benfica) — район (фрегезия) в Португалии, входит в округ Лиссабон. Является составной частью муниципалитета Лиссабон. Находится в составе крупной городской агломерации Большой Лиссабон. По старому административному делению входил в провинцию Эштремадура. Входит в экономико-статистический субрегион Большой Лиссабон, который входит в Лиссабонский регион. Население составляет 38 523 человека на 2005 год. Занимает площадь 7,94 км².
Покровителем района считается Дева Мария (порт. Nossa Senhora do Amparo).

## Известные уроженцы
- Алмейда и Альбукерке, Каэтано Александр де (1824—1916) — португальский колониальный администратор, военный и государственный деятель.